# Riu Wind
El Wind (Wind River en anglès) és el nom que rep al curs superior del riu Bighorn a Wyoming als Estats Units. El riu Wind té una llargada de 185 milles (298 km). Els dos rius de vegades s'anomenen Wind/Bighorn.

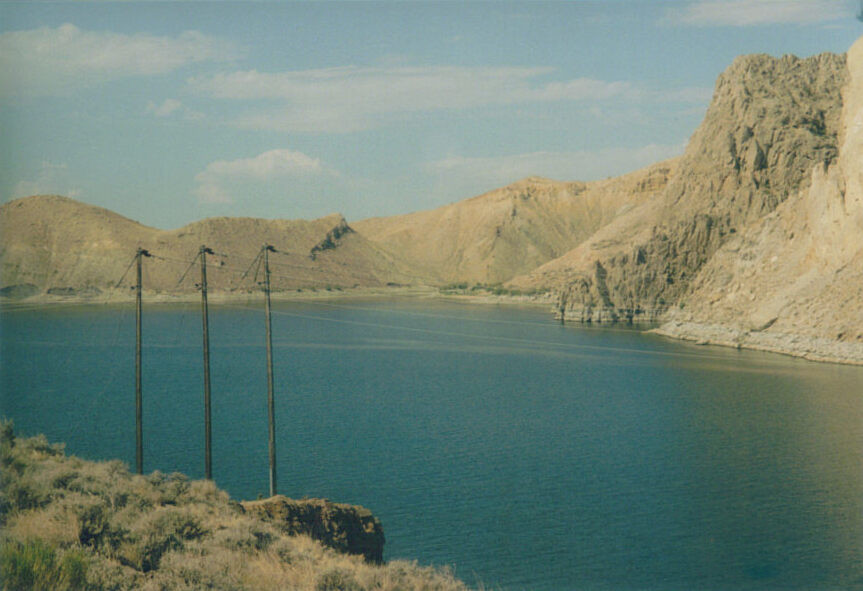
El Wind River com a part de l'embassament de Boysen prop de Thermopolis

La seva capçalera es troba al llac Wind River a les Muntanyes Rocoses, prop del cim de Togwotee Pass (pronunciat TOH-guh-tee) i recull aigua de diverses bifurcacions al llarg del costat nord-est de la serralada Wind River al centre/oest de Wyoming. Flueix cap al sud-est, al llarg de la conca del riu Wind i la reserva índia Wind River i s'uneix al riu Little Wind prop de Riverton. Riu amunt d'aquesta confluència es coneix localment com el riu Big Wind. Flueix cap al nord, a través d'una bretxa a les muntanyes Owl Creek, on comença a rebre el nom de Bighorn. A les muntanyes Owl Creek una presa forma l'embassament Boysen. El riu Wind es converteix oficialment en el riu Bighorn al Wedding of the Waters, al costat nord del canyó del riu Wind.